# Musikmuseum Moskau

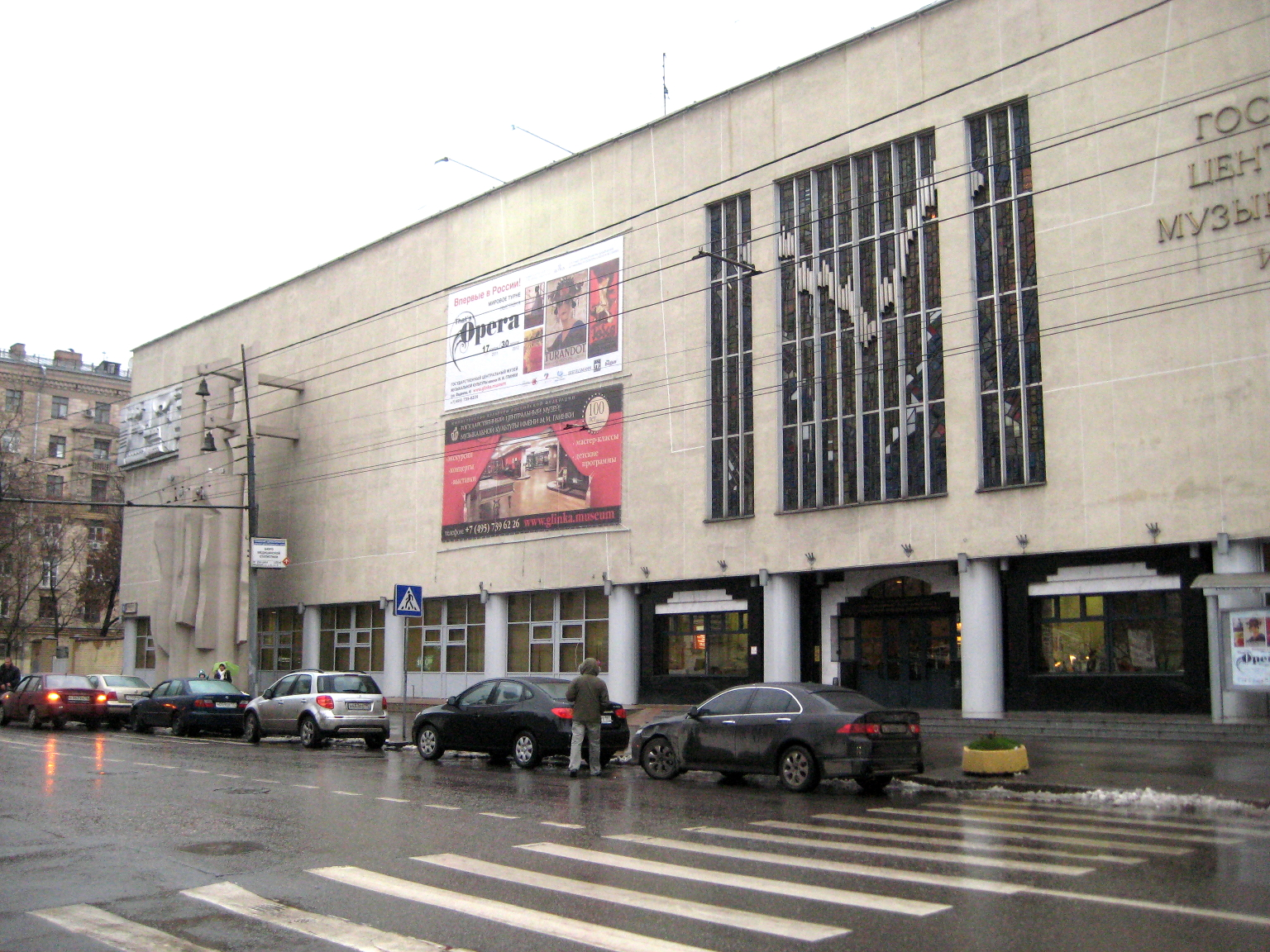
Hauptgebäude

Das 1912 gegründete Russische Nationale Musikmuseum (russisch Российский национальный музей музыки, bis 2018 Glinka-Museum) ist das bedeutendste Musikmuseum in Russland. Es besitzt über eine Million Exponate, darunter Musikinstrumente, Noten, Handschriften, Nachlässe von Komponisten und mehr. Das zentrale Gebäude befindet sich an der Adresse uliza Fadejewa 4, nahe der Metrostation Majakowskaja. Daneben gehören weitere fünf Ausstellungsgebäude zum Ausstellungskomplex.

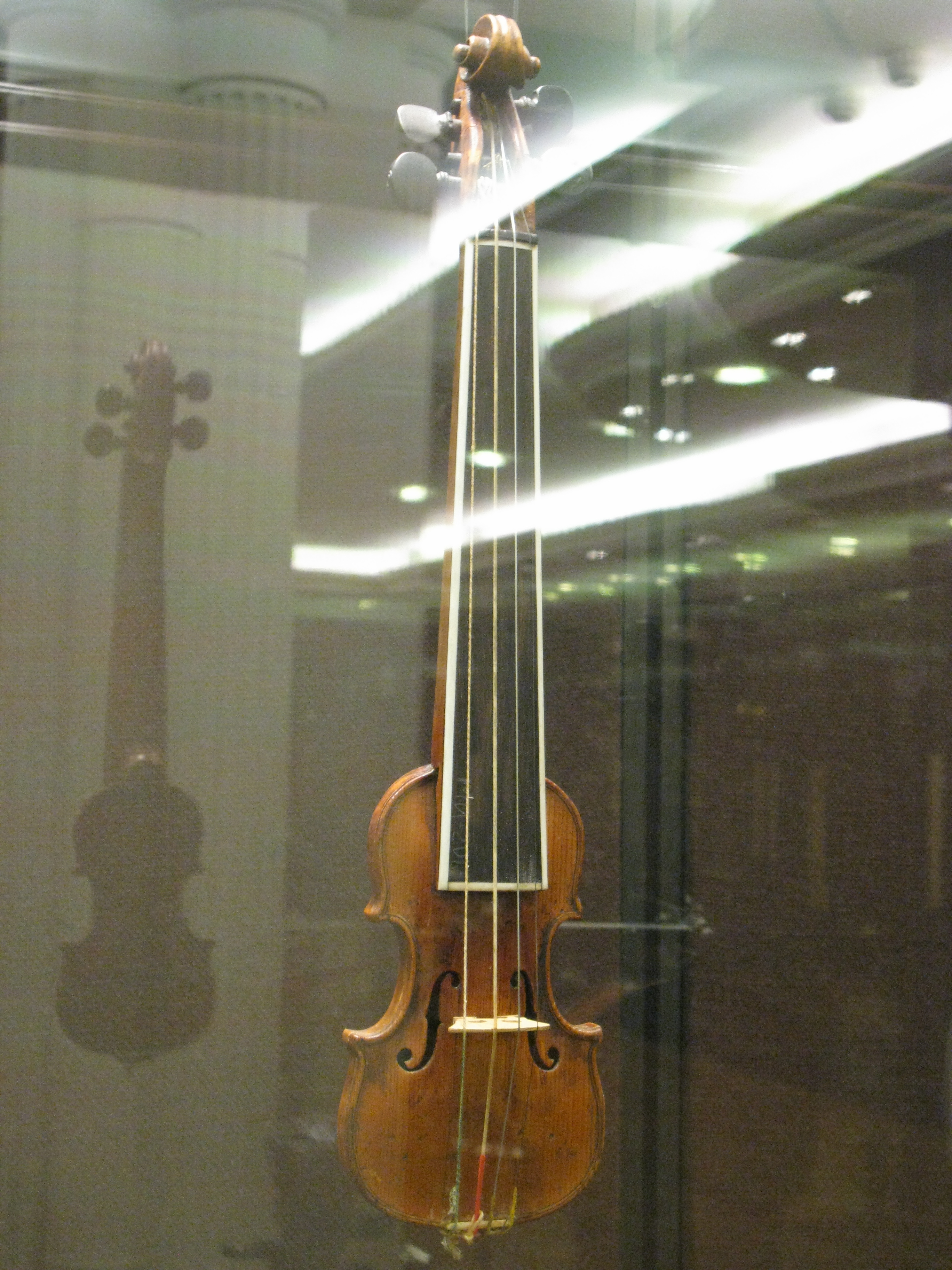
Geige aus dem 18. Jahrhundert

Bedeutende Musikinstrumente sind z. B. eine Stradivari- und eine Guarneri-Geige sowie eine Orgel von Friedrich Ladegast aus dem Jahre 1868.